# Victor-Alain Berto
« Abbé Berto » redirige ici. Pour l’article homophone, voir Abbé Berthaud.
Cet article possède un paronyme, voir Alain Bertho.
Pour les articles homonymes, voir Berto.
Victor-Alain Berto, dit l’abbé Berto, est un prêtre français né à Pontivy dans le Morbihan, le 9 octobre 1900 et mort le 17 décembre 1968. 
Après le séminaire français de Rome il est ordonné prêtre en 1926 et rejoint le diocèse de Vannes en Bretagne. Pendant le concile Vatican II (1962-1965), il est le théologien de Marcel Lefebvre, figure majeure du catholicisme traditionaliste. Il est à l'origine de l’Institut des Dominicaines du Saint-Esprit qu'il dirige jusqu'à sa mort.

## Biographie
Victor-Alain Berto est né le 9 octobre 1900 à Pontivy dans le Morbihan. Son père est officier des troupes coloniales. Il étudie les lettres et obtient son baccalauréat en 1917. Deux ans plus tard, il obtient une licence ès lettres. Il devient alors professeur à Lorient, Dinan et Vitré,
En 1920, il intègre le Tiers Ordre dominicain. En 1921, il entre au séminaire français de Rome, de 1921 à 1926, dirigé par le père Henri Le Floch, qu'il admire. Le 3 avril 1926, il est ordonné prêtre pour le diocèse de Vannes dans la basilique Saint-Jean-de-Latran. Il est vicaire de 1926 à 1928 dans la paroisse de Noyal-Pontivy. À partir de 1929, il enseigne l’Écriture sainte au Grand Séminaire de Vannes. De 1932 à 1942, il est aumônier du pensionnat des Ursulines de Vannes, directeur du Tiers-Ordre dominicain à Vannes, directeur de l’enseignement religieux du diocèse et aumônier des Guides de France.
En parallèle à ces fonctions, il est responsable de l’œuvre de l’Adoption, destinée à secourir les garçons orphelins ou en difficulté. Il modifie son fonctionnement et le Foyer Notre-Dame de Joie pour y accueillir les enfants. Le premier foyer est ouvert à La Bousselaie vers 1936 puis deux autres maisons ouvrent à Fescal en 1939 et à Pontcalec en 1955. En 1943, quelques jeunes tertiaires s’y investissent et deviennent les premières religieuses de ce qui deviendra l’Institut des Dominicaines du Saint-Esprit. Victor-Alain Berto assure la direction de ces foyers jusqu'à sa mort.
Ami de l'Action française, sans y adhérer, et de Charles Maurras, qu'il a rencontré à Rome, il souffre de la condamnation par Rome et le pape Pie XI de ce mouvement politique français,.
En 1945, Victor Berto et les Dominicaines du Saint-Esprit reprennent l’Institution Maintenon située à Saint-Cloud, dans les Hauts-de-Seine qui devient l'Institution Saint-Pie-X dix ans plus tard.
En 1946, Victor Berto est cofondateur avec Lucien Lefèvre (1895-1987), Henri Lusseau (1896-1973) et Alphonse Roul (1901-1969) de La Pensée catholique. Les quatre religieux, formés par Henri Le Floch, sont favorables à un miltantisme politique de tous les catholiques pour remettre en cause les lois laïques issues des années 1878-1914. Il faut « changer les institutions mauvaises qui corrompent l’homme ».
Il se déclare opposé à l'indépendance de l'Algérie : « la guerre d’Algérie est une guerre juste, elle est, en son fond, une guerre de défense de la civilisation chrétienne. ».
Depuis le séminaire français de Rome, il est proche de Marcel Lefebvre qui le recrute comme théologien privé pendant le concile Vatican II (1962-1965). Il prépare alors des notes et des arguments pour Marcel Lefebvre et anime le groupe de travail Coetus Internationalis Patrum formé en réaction contre les influences de l'aile progressiste sur le concile, le groupe se caractérise par sa doctrine conservatrice. Néanmoins, malgré cette opposition, le rite tridentin est déclaré obsolète en 1968 dans la foulée du concile,. Il pleure beaucoup de cet abandon du latin. 
Victor-Alain Berto meurt le 17 décembre 1968. Lors de ses obsèques, Marcel Lefebvre déclare: « On peut sans se tromper, je crois, dire qu’il a été le martyr de cette foi, tant il a souffert pour elle, surtout au cours de ses dix dernières années.».

### Échec de sa canonisation
En 2010, la prieure générale des Dominicaines du Saint-Esprit souhaite faire canoniser Victor-Alain Berto. Les religieuses sont sollicitées afin de témoigner et constituer ainsi un dossier. Toutefois certaines d'entre elles évoquent des « gestes équivoques » de la part de l'abbé Berto.
À la suite d'une enquête menée par le dominicain Benoît-Dominique de La Soujeole, il ressort qu'« aucun acte pédophile ne peut être reproché à l’abbé Berto ». Par contre, il estime ne pas pouvoir « donner avec certitude un jugement sur [la] gravité morale » des « gestes équivoques » relevés par certaines religieuses, notamment car le prêtre décédé ne peut pas se défendre et les faits sont prescrits.
Dans une lettre du pape François du 23 décembre 2021, rapportée par un communiqué de Mère de Saint Charles, prieure de l'Institut, et son conseil en date du 29 janvier 2022,, on peut lire :
« 
Le Saint-Père précise aussi que la « réhabilitation » du fondateur de l’Institut, le Père Victor-Alain Berto, […] « ne peut pas être maintenue sans nuances » en raison d’éléments mis en lumière au cours de la Visite apostolique.
 »

## Écrits
- « Les relations entre les sacrements », Le Sel de la Terre, Éditions du Sel, no 47,‎ hiver 2003-2004 (présentation en ligne).
- Une opinion sur l'Action Française, Éd. BCM.
- Le cénacle et le jardin, Éd. D. Martin Morin, 2000, 416 p. (ISBN 9782856522530, présentation en ligne)
- Notre-Dame-de-Joie, Nouvelles Editions Latines, 344 p. (ISBN 9782723304023, présentation en ligne).
- Pour la Sainte Église Romaine, Éd. D. Martin Morin, 1er janvier 1976, 437 p. (ISBN 9782856521458, présentation en ligne).